# 1555
1555 је била проста година.

## Догађаји

### Септембар
- 25. септембар — Карло V, Свети римски цар и лутерански кнезови окупљени у Шмалкалдски савез су склопили Аугзбуршки мир којим су изједначена права лутерана и римокатолика у Светом римском царству.